# Maraština
Maraština (znana także pod nazwami Rukatac, Maraškin, Mareština, Krizol, Višana) to lokalna odmiana białych winorośli, blisko spokreniona z włoską odmianą Malvasia del Chianti, pochodząca z Dalmacji. Jest powszechnie uprawiana na wybrzeżu Chorwacji z wyjątkiem Istrii. Na wyspie Cres jest znana pod nazwą krizol, a pozostałych regionach chorwacji pod wieloma innymi nazwami, takimi jak rukatac, đurđevina, kačebelić, kače-debić, kukuruz, mareština, and marinkuša.

## Zewnętrzne odnośniki
- Croatian Institute of Viticulture, Enology and Pomology. hcphs.hr. [zarchiwizowane z tego adresu (2011-07-21)]. (ang. • chorw.)
- Wina z Chorwacji, Meraština  (pol. • ang. • chorw.)